# Skellefteå
Skellefteå () è una città svedese nella provincia settentrionale di Västerbotten, nella parte settentrionale del Paese scandinavo.

## Storia

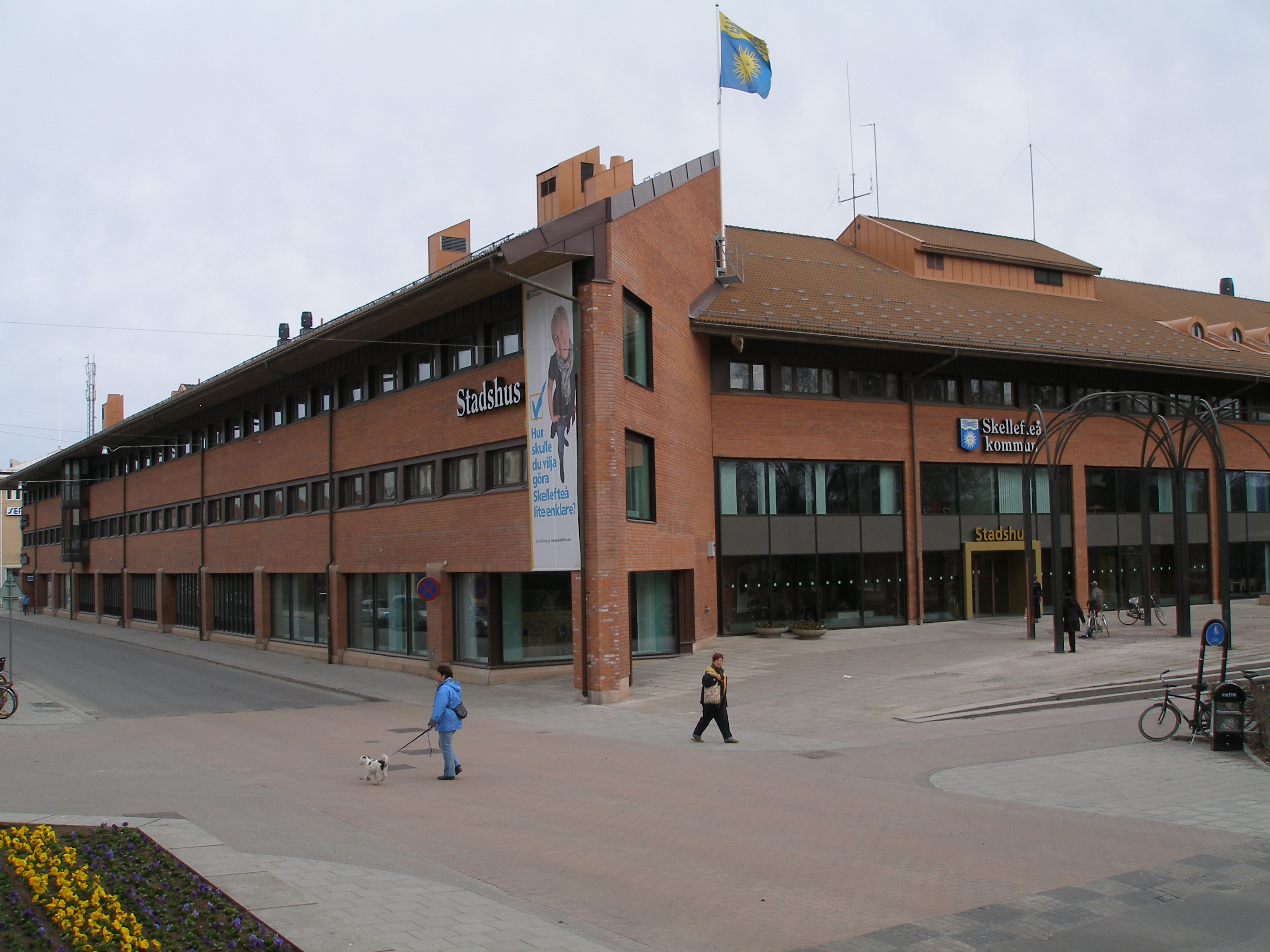
residenza municipale di Skellefteå

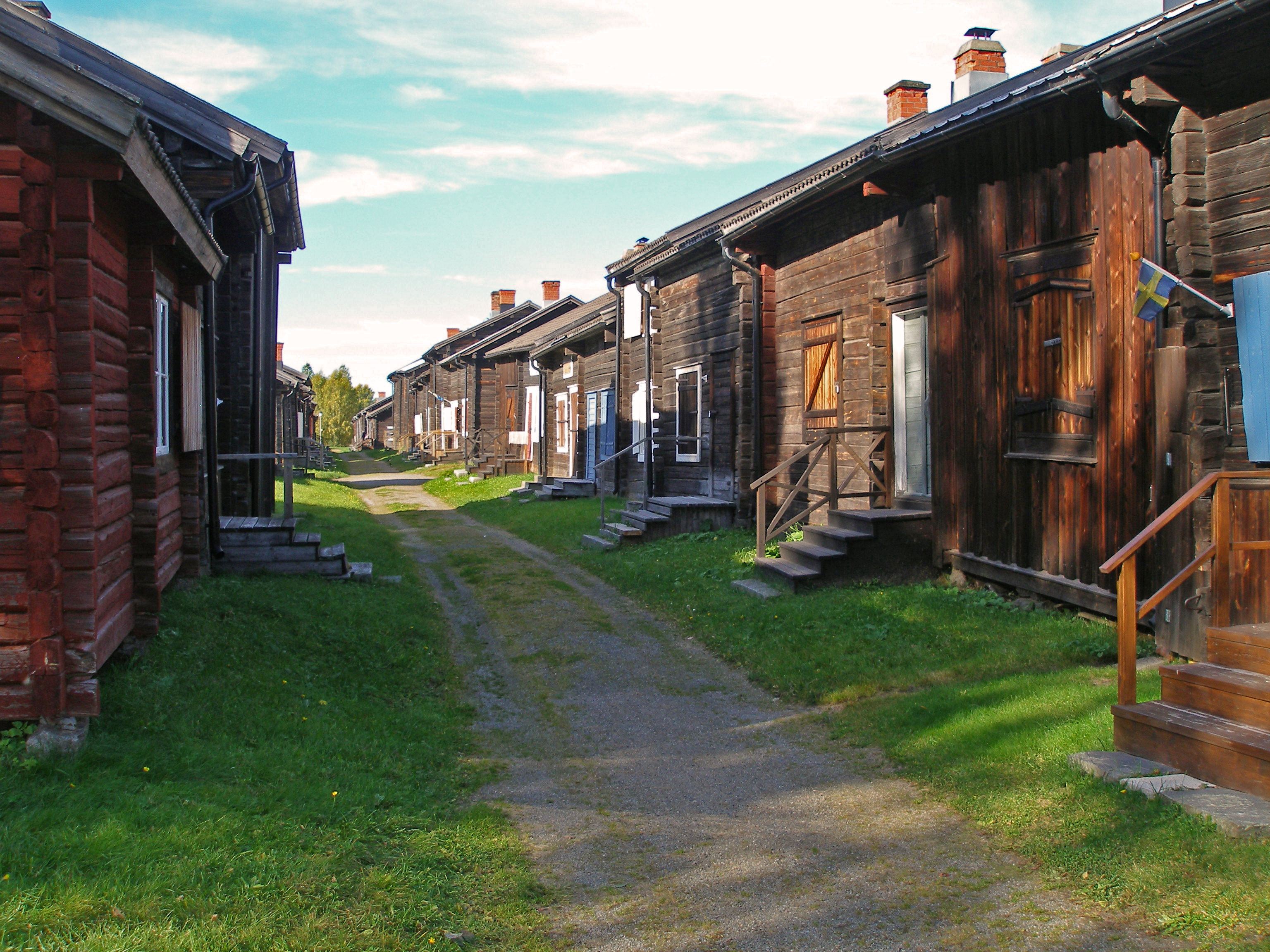
villaggio di Bonnstan, Skellefteå

I primi riferimenti storici a Skellefteå sono stimati intorno all'anno 1000, quando si considera la città fu abitata dalle popolazioni sami e finlandesi originarie della Lapponia. L'attuale nucleo cittadino è invece di ben più recente fondazione, nel 1845. Oggi l'economia di Skellefteå è fondamentalmente basata sull'industria e l'estrazione mineraria e dell'oro, che ha portato il paese svedese ad essere soprannominato la "città dell'oro".
Oggi la città ospita l'omonima squadra di hockey che milita nella prima lega svedese.